# Balearen-Suckowie
Die Balearen-Suckowie (Succowia balearica) ist die einzige Art der Pflanzengattung Succowia innerhalb der Familie der Kreuzblütengewächse (Brassicaceae). Sie kommt im westlichen Mittelmeerraum vor.

## Beschreibung

### Vegetative Merkmale
Die Balearen-Suckowie ist eine einjährige, krautige Pflanze, die Wuchshöhen von 20 bis 70 Zentimetern erreicht. Die oberirdischen Pflanzenteile sind verzweigt und fast kahl.  Die Stängel sind rippig.
Die wechselständig angeordneten Laubblättern sind in Blattstiel und -spreite gegliedert. Die Blattstiele der oberen Laubblätter sind kürzer gestielt als die der unteren. Die Blattspreiten sind bei einer Länge von 4 bis 13 Zentimetern sowie einer Breite von 2 bis 7 Zentimetern im Umriss eiförmig; sie sind fiederschnittig mit grob gezähnten bis fiederschnittigen, teils (fein)stachelspitzigen Lappen oder Zähnen.

### Generative Merkmale
Die Blütezeit liegt zwischen Februar und Mai. 10 bis 40 gestielte Blüten sind in einem traubigen Blütenstand angeordnet. Die zwittrigen Blüten sind vierzählig. Die Kelchblätter sind aufrecht und 3 bis 4 Millimeter lang. Die meist gelben Kronblätter sind 7 bis 10 Millimeter lang und etwa doppelt so lang wie die Kelchblätter.
Die aufrecht-abstehenden Schötchen sind bei einem Durchmesser von 3 bis 6 Millimetern kugelig und enthalten nur zwei Samen. Die Schötchen sind dicht mit 1 bis 3 Millimeter langen konischen Stacheln besetzt. Der lange, konische Schnabel der Schötchen ist 4 bis 8 Millimeter lang. Die rundlichen, leicht abgeflachten, bräunlichen Samen sind etwa 2 Millimeter groß und rau, feingrubig.
Die Chromosomenzahl beträgt 2n = 36.

## Vorkommen
Succowia balearica kommt in Marokko, Spanien, auf den Balearen, in Frankreich, auf Korsika, Sardinien, Sizilien und in Italien vor.
Sie gedeiht auf feuchten schattigen Unkrautflächen. Auf der Iberischen Halbinsel gedeiht sie in Höhenlagen von 0 bis 600 Metern.

## Taxonomie
Die Erstveröffentlichung erfolgte 1767 unter dem Namen (Basionym) Bunias balearica durch Carl von Linné in Systema Naturae, 12. Auflage, 2, Seite 446. Die Neukombination zu Succowia balearica wurde 1792 durch Friedrich Casimir Medicus in Pflanzen-Gattungen, 1, Seite 65 veröffentlicht, indem er diese Art in die von ihm neu aufgestellte Gattung Succowia stellte. Der Gattungsname Succowia ehrt den deutschen Botaniker und Naturforscher, Professor der Naturwissenschaften Georg Adolf Suckow (1751–1813), der ein Kollege von Medicus war.
Weitere Synonyme für Succowia balearica (L.) Medik. sind: Biscutella balearia L'Hér. ex DC., Myagrum balearicum (L.) Lam. und Succowia echinata Moench.